# Левина, Роза Ефимовна
Ро́за Ефи́мовна Ле́вина (1908, Нежин — 1987, Ульяновск) — советский учёный, ботаник, доктор биологических наук.

## Биография
В 1931 году окончила Воронежский государственный университет, в 1931—1933 годах преподавала на рабфаке и в педагогическом техникуме. После вернулась в госуниверситет, но уже преподавателем. Стала доцентом.
В годы Великой Отечественной войны была эвакуирована сначала в Куйбышев, где Роза Ефимовна успела поработать на авиационном заводе, а с января 1943 года — в Ульяновск, где она стала работать в местном педагогическом институте.
Несмотря на военное время, занималась полевой работой для изучения флоры Ульяновска и окрестностей. В ходе самой первой поездки так увлеклась сборами подснежников, что оказалась в запретной зоне секретного объекта и была задержана охраной. Никто не мог поверить, что кто-то может собирать подснежники для изучения во время войны. В общежитие она вернулась только к вечеру следующего дня. Однако собранный ею в ту поездку материал вошёл в книгу «Способы распространения плодов и семян».
В 1948 году в ульяновском научном сообществе начались гонения на генетиков. Больше всех пострадала заведующая кафедрой разведения сельскохозяйственных животных сельхозинститута профессор О. А. Иванова, которую сначала уволили, затем выслали из города. На последовавшем совещании научных работников и специалистов сельского хозяйства Левина не поддержала критиков Ивановой, заявив, что выискивать генетиков бессмысленно, так как все работали по одним, утверждённым в министерстве, программам, а значит и ни к чему разбирать, кто прав, а кто нет. Тогда критика обрушилась и на саму Левину. Некто Кузьмин, доцент сельскохозяйственного института, заявил:

…некоторые наши ботаники растерялись, не зная, к какому разделу программы применить мичуринскую науку… К числу таких растерявшихся ботаников относится доцент Левина. Я удивлён её сегодняшним несерьёзным выступлением. Характерной чертой менделизма — морганизма является их оторванность от производства, практическая бесполезность, а часто и вредность их трудов. Самое лёгкое дело обследовать флору окрестностей Ульяновской области, занести всё это в карточки, и «научная» работа готова. Спрашивается, кому нужны такие бесполезные исследования доцента Левиной.
Была заядлой театралкой, любительницей книг и музыки, занималась лыжами, посещала бассейн зимой, летом плавала в Свияге.
Долгие годы возглавляла кафедру ботаники педагогического института, став первым доктором наук и первым профессором, выросшим в его стенах. В 1959 году основала исследовательскую лабораторию семенного размножения, которая с 1987 года носит имя Левиной, и научную школу, которую называли карпологическим центром страны.

## Научная работа
Основные научные исследования Роза Левина посвятила вопросам расселения семян, карпологии.
Она опубликовала более 130 научных статей, монографий, учебных пособий, среди которых «Очерки по
систематике растений» и лекционный курс общей экологии.
Разработанная ею в 1961 году иерархическая классификация плодов вошла в классический учебник ботаники Жуковского и другие учебные пособия.
Она была инициатором и организатором состоявшейся в 1977 году I-й Всесоюзной школы по теоретической морфологии растений на базе Ульяновского пединститута, которая стала традиционной. Организовывала в институте Всесоюзные координационные совещания по проблемам семенного размножения растений. Много лет была членом Совета Всесоюзного ботанического общества и Совета АН СССР по проблеме рационального использования и охраны растений.
Подготовила семь кандидатов наук.

### Основные труды
- Способы распространения плодов и семян. М., 1957. 358 с.
- Плоды (морфология, экология, практическое значение). Саратов, 1967. 215 с.
- Очерки по систематике растений. Ульяновск, 1971. 192 с.
- Репродуктивная биология семенных растений (обзор проблемы). М. 1981. 96 с.
- Морфология и экология плодов. Л.: Наука, 1987. 160 с.

## Память
В 2008 году широко отмечалось столетия со дня рождения Левиной. В Ульяновске состоялась Международная научная конференция, приуроченная к этой дате, были проведены пленарные заседания, работали пять научных секций, прозвучали более 60 докладов.